# Sulfolane
Le sulfolane, ou sulfone de tétraméthylène, est un composé organique soufré de formule chimique (CH2)4SO2. Il se présente sous la forme d'un solide blanc inodore hygroscopique qui fond à 27,4 °C pour donner un liquide incolore utilisé industriellement comme solvant pour la distillation extractive ou comme milieu réactionnel pour certaines réactions chimiques. Il s'agit d'un solvant aprotique très soluble dans l'eau. Il a été développé dans les années 1960 par la Shell Oil Company, filiale américaine du groupe Shell, comme solvant pour purifier le butadiène.
Le sulfolane est une sulfone, et, comme telle, possède un groupe fonctionnel sulfonyle, constitué d'un atome de soufre lié par deux doubles liaisons à deux atomes d'oxygène, et par deux liaisons simples à deux atomes de carbone. Ce groupe est polaire alors que le reste de la molécule, constitué de quatre groupes méthylène, est fortement hydrophobe, ce qui confère à la molécule la capacité d'être miscible à l'eau et aux hydrocarbures, d'où sa très large utilisation dans la purification de mélanges d'hydrocarbures.

## Synthèse
La synthèse originale mise au point par Shell consistait à faire réagir du dioxyde de soufre SO2 sur du butadiène H2C=CH–CH=CH2 pour donner du sulfolène, réaction suivie d'une hydrogénation au nickel de Raney pour donner le sulfolane :

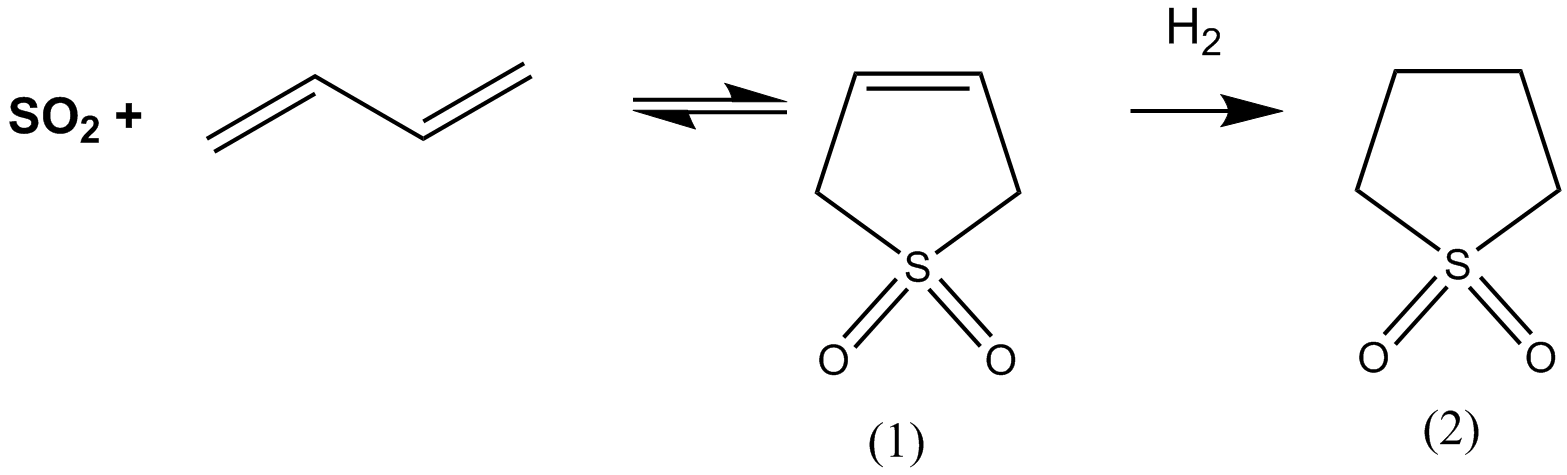
Synthèse du sulfolane (2) par hydrogénation du sulfolène (1).

Le procédé a rapidement été amélioré en ajoutant du peroxyde d'hydrogène et en maintenant un pH d'environ 5 à 8 avant l'hydrogénation. D'autre améliorations ont depuis été apportées, notamment au niveau du catalyseur d'hydrogénation, Ni-B/MgO ayant à cet égard une efficacité supérieure à celle du nickel de Raney.
D'autres procédés de synthèse ont également été développés, tels que l'oxydation du tétrahydrothiophène par le peroxyde d'hydrogène. Cette réaction produit du sulfoxyde de tétraméthylène, qui peut être oxydé à son tour. La première réaction ayant lieu à basse température et la seconde à haute température, chacune des deux étapes de ce procédé peut être contrôlée précisément afin d'optimiser son rendement et la pureté du produit.

## Applications
La première utilisation commerciale d'envergure du sulfolane a été dans la mise en œuvre du procédé sulfinol destiné à éliminer, par un mélange de sulfolane et d'aminoalcools, le sulfure d'hydrogène H2S, le dioxyde de carbone CO2, l'oxysulfure de carbone COS et les thiols présents dans le gaz naturel. Son utilisation a ensuite été élargie à la purification d'hydrocarbures aromatiques à partir de mélanges d'hydrocarbures par extraction liquide-liquide, procédé très employé dans le raffinage du pétrole et dans la pétrochimie.